# Samos rike

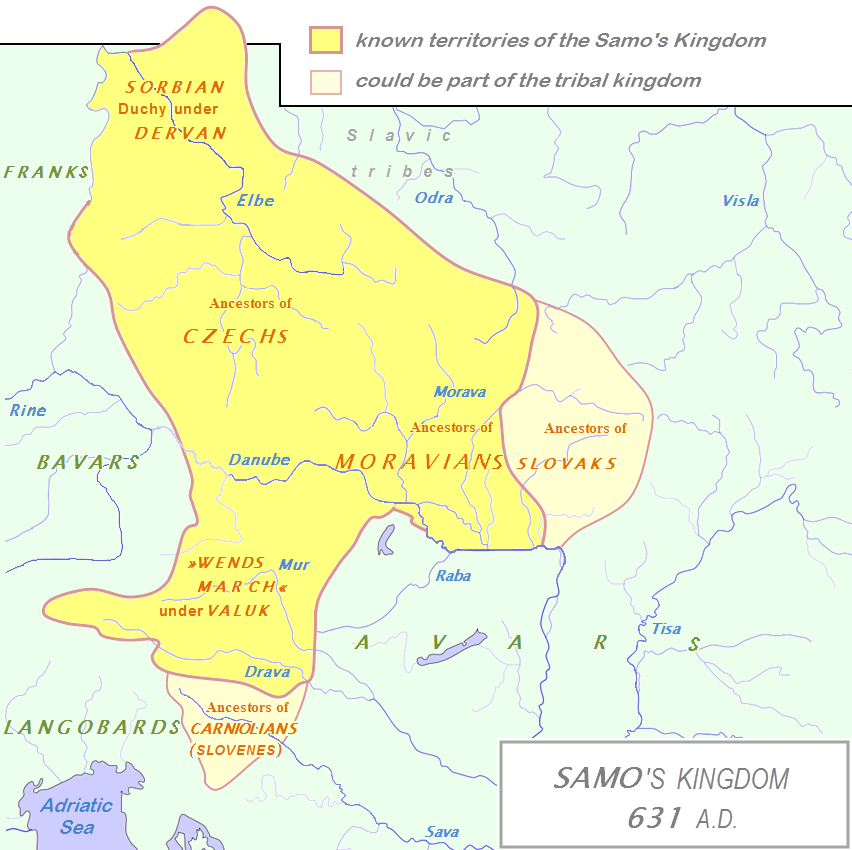
Ungefärlig utbredning av Samos rike.

Samos rike var en västslavisk statsbildning under 600-talet.
Samo var ursprungligen en frankisk köpman som 623 kom till Böhmen, Slovakien. Han skaffade sig stort inflytande hos de västslaver som bodde i området och vid Donau. Där grundade han ett stort rike som befriade sig från de härskande avarerna, ett eurasiskt ryttarfolk.
Själva riket antas ha legat i vad som nu är Tjeckien, Slovakien, Österrike, Slovenien och möjligen också delar av nuvarande Ungern.
Samo regerade i 35 år. Han råkade 631 eller 632 i strid med de angränsande frankerna och slog merovingkungen Dagobert I:s här. Kriget varade sedan ända till 641. Samos rike sönderföll efter hans död 658.